# Panaan
Panaan is een bestuurslaag in het regentschap Pamekasan van de provincie Oost-Java, Indonesië. Panaan telt 7887 inwoners (volkstelling 2010).